# Jean Louis Rodolphe Agassiz
Jean Louis Rodolphe Agassiz, švicarski paleontolog, glaciolog in geolog, * 28. maj 1807, Haut-Vully, Švica, † 14. december 1873, Cambridge, ZDA.
- Nouvelles études et expériences sur les glaciers actuels, 1847